# Julio Cobos
Julio César Cleto Cobos (Godoy Cruz, 30 de abril de 1955) é um político argentino que ocupou o cargo de governador da província de Mendoza entre os anos 2003 e 2007. Em 28 de outubro de 2007, elegeu-se vice-presidente da Argentina na chapa de Cristina Fernández de Kirchner, ambos da Frente para la Victoria; assumindo os respectivos cargos em 10 de dezembro. Anteriormente, pertencia à União Cívica Radical.
Cobos é engenheiro civil graduado na Universidade Tecnológica Nacional na que foi professor e decano. Entrou à UCR em 1991, e ingressou na função pública como Secretário de Obras Públicas da Municipalidade da Cidade de Mendoza entre 1999 e 2000. Depois de ser eleito como governador em 2003 ele adota uma posição de boas relações e muita participação com o presidente justicialista Néstor Kirchner. Isto lhe custou más relações com seus colegas do partido político radical, os quais começaram a chamá-lo radical "K".
No 17 de julho de 2008 se produziu uma sessão a mais de 18 horas na Câmara de Senadores na que se tratou o projeto de lei que contava com média sanção da Câmara de Deputados e que ratificaria com algumas modificações a resolução 125 que estabelecia retenções móveis ao setor agropecuário argentino. A votação terminou empatada em 36 votos a favor e em contra, pelo qual, Cobos se viu obrigado a desempatar em seu papel de vice-presidente da nação e presidente da câmara alta. Cobos votou em contra da sanção de dita lei, apresentada no Congresso Nacional pelo oficialismo ao que representava.
Em 2015, foi eleito senador pela província de Mendoza, junto à coligação Mudemos, de oposição ao kirchnerismo. Seu mandato durou até dezembro de 2021, quando foi reeleito deputado pela província de Mendoza nas eleições legislativas de 2021. Em seguida, foi eleito o 3º vice-presidente da Câmara de Deputados da Nação Argentina, cargo em que permaneceu até dezembro de 2023, quando assumiu a 2º vice-presidência.